# نوریت پلد-الحنان
نوریت پلد-الحنان (عبری: נורית פלד-אלחנן‎؛ ۱۷ مهٔ ۱۹۴۹ –) آموزشگر، نویسنده، استاد دانشگاه و مترجم اهل اسرائیل است.

## فعالیت‌ها
الحنان استاد لغت‌شناسی و زبان در دانشگاه عبری اورشلیم است. وی یک فعال حقوق بشر است که در سال ۲۰۰۱ همکار برنده جایزه ساخاروف برای آزادی اندیشه توسط اتحادیه اروپا شد.
وی منتقد جرج دابلیو. بوش، تولی بلر و آریل شارون به خاطر تقویت دیدگاهای ضد مسلمانان بوده‌است.